# Jürgen Wullenwever

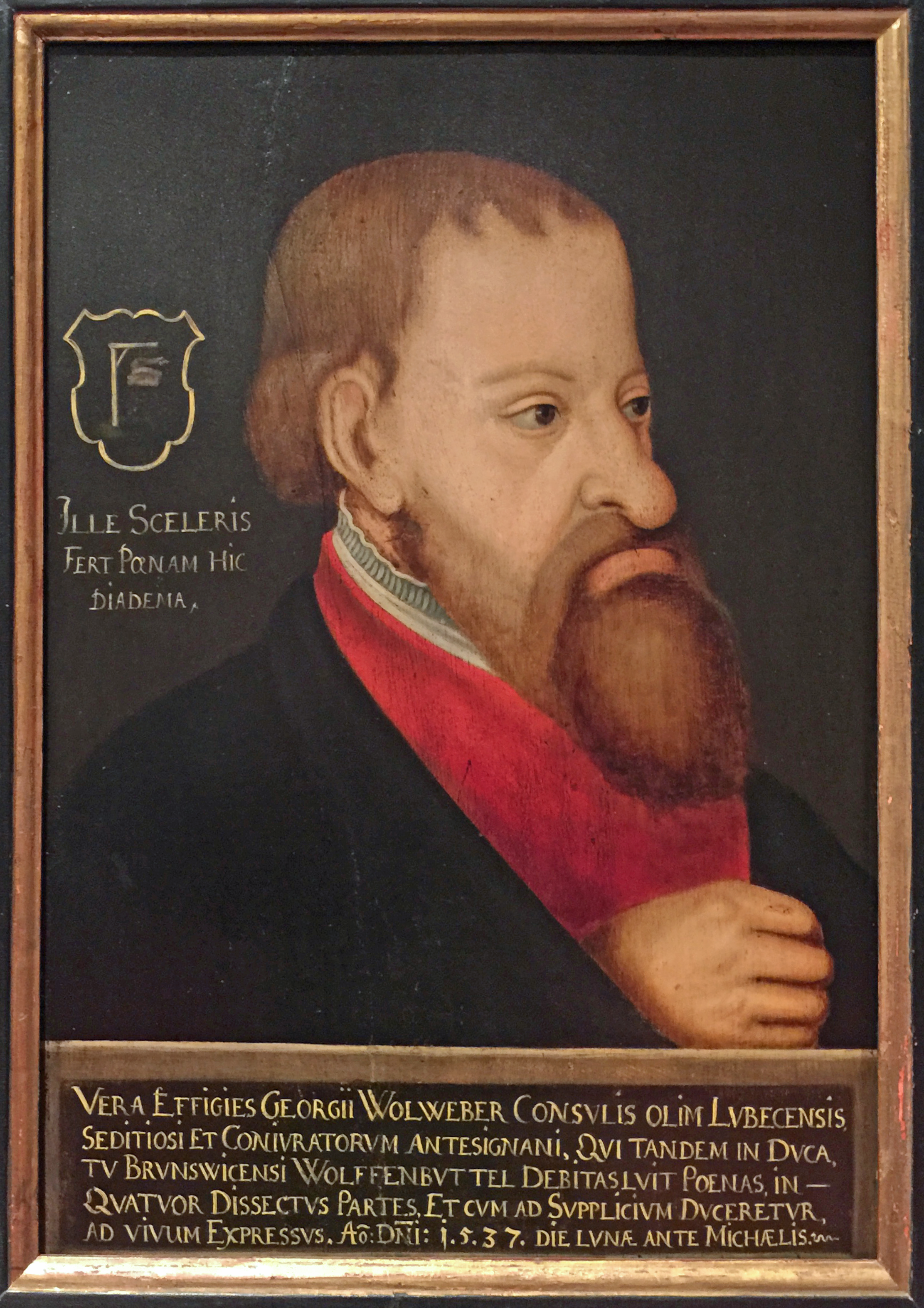
Jürgen Wullenwever

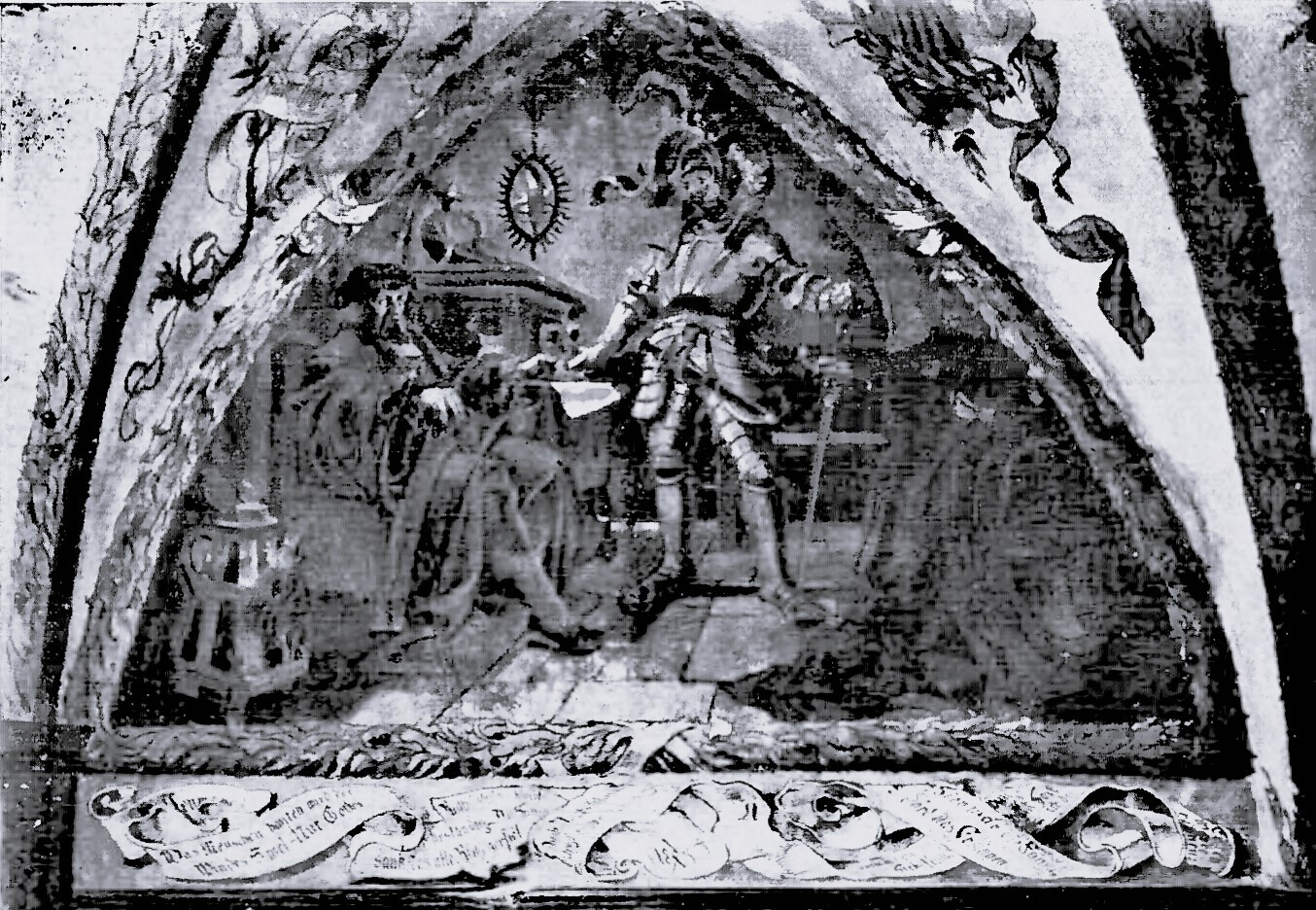
Wullenwever och Meyer på "septemberkvällen" Emanuel Geibel i Ratskeller i Lübeck

Jürgen Wullenwever eller Wullenweber, född 1492 eller 1493, död 24 september 1537, statsman och folkledare i Lübeck.
Wullenwever föddes sannolikt i Hamburg, där släkten spåras redan på 1200-talet. Hans bror, Joachim Wullenwever, en tid dansk fogde på Färöarna, tros ha varit rådsmedlem i Hamburg. 
Jürgen Wullenwever flyttade till Lübeck, blev borgare där och spelade under en kort tid en mycket betydande roll i stadens historia vid reformationstidens början. 
Då de styrande, borgmästare och råd, med kraft hävdade de gamla katolska förhållandena, medan borgerskapet i allmänhet anslöt sig till reformationen, uppstod en stark spänning dem emellan. För att bevilja penningmedel tvingades rådet sammankalla ett möte med borgarna. Borgarna tillsatte ett utskott som tog hand om penningfrågan och fick därigenom ett stort inflytande. Fritt predikande av evangeliet sattes som villkor för vidare penningutbetalningar 1529, och 1530 var den evangeliska läran förhärskande i staden. 
I dessa förvecklingar deltog Wullenwever. I början av 1531 var han en av fyra ordförande i de sextiofyras utskott. Driftig, vältalig och bildad intog han från första stund en ledande ställning. Den fördrivne kung Kristian II anförde 1531 en expedition till Norge för att återta sin makt, men blev överlistad av sin farbror, kung Fredrik I av Danmark. Kristian blev 1532 förd som fånge till Köpenhamn. Lübeck hade bidragit till detta och ansåg nu tillfället lämpligt för att försöka befästa sin gamla kommersiella övermakt i Norden. Motståndare var de nederländska städerna, som gjort ett betydande intrång. Då Kristian gjort sitt försök att återfå makten med holländarnas hjälp menade lübeckarnas sändebud i Köpenhamn, där Wullenwever ingick, att de nederländska städerna som straff skulle utestängas från östersjöhandeln. De lyckades dock inte genomdriva detta. 
Wullenwever blev i februari invald i rådet och utsedd till en av de fyra borgmästarna. Den gamla ordningens förespråkare, borgmästarna Hermann Plönnies och Nicolaus Brömse, hade redan 1531 lämnat staden. Med borgarnas stöd beslöt han att kuva holländarna i mars 1533. För att kunna utrusta flottan såldes allt kyrksilver och andra dyrbarheter. Allt var klart vid krigsutbrottet, när Fredrik I av Danmark dog den 10 april. Wullenwever begav sig då än en gång till Köpenhamn för att förmå Danmark att delta i striden mot holländarna. Han misslyckades och kunde inte heller få Gustav Vasa på sin sida. Planerna på krig mot Holland skrinlades, och i stället beslöts att anfalla de nordiska rikena. Situationen i Danmark verkade lämplig: Det fanns ingen kung, riksrådet var oenigt, reformationens anhängare fruktade en katolsk reaktion, och bönderna saknade den folkkäre Kristian. Även i Sverige trodde Wullenwever att läget var lämpligt för att störta den otacksamme Gustav Vasa. Med allierade i England och hansestäderna vid Östersjön, trodde de sig kunna bilda ett mäktigt förbund av de nordiska handelsstäderna under Lübecks ledning. Slutligen fick de även en krigsanförare i greve Kristofer av Oldenburg. Så började det förödande krig, som är bekant i Nordens historia under namnet Grevefejden.
Det såg till en början ut som om Wullenwevers planer skulle lyckas. Men sedan Kristian III blivit vald till kung i Danmark och Gustav Vasa med all kraft kommit denne till hjälp i striden, vek lyckan från lübeckarna. Nu började även Wullenwevers och revolutionärernas makt vackla. Redan mot slutet av 1534 återställdes den gamla författningen, som lade makten i rådets händer och så gott som upphävde den borgerliga utskottsinrättningen, och de utröstade rådsherrarna återinsattes. Wullenwever och hans anhängare hade dock ännu hand om styrelsen. Då lyckan tycktes ha vikit från greve Kristofer, vände sig Wullenwever till hertig Albrekt av Mecklenburg. Man erbjöd honom Danmarks krona mot att han gav stora fördelar åt Lübeck. Nya motgångar i kriget inverkade åter på den inre ställningen i Lübeck. 
Sedan den tyska rikskammarrätten ingripit tvingades Lübeck att avskaffa alla nyheter och Wullenwever fick lämna rådet. Borgmästaren Brömse, som tidigare flytt, återinsattes.
På en resa för att undsätta det belägrade Köpenhamn blev Wullenwever tillfångatagen av ärkebiskopen i Bremen och därefter överlämnad till dennes bror hertig
Henrik II av Braunschweig-Wolfenbüttel. Båda dessa samarbetade med Wullenwevers fiender, kungen av Danmark, rådet i Lübeck, med flera. Wullenwever förhördes under tortyr och han dömdes till döden och avrättades i Wolfenbüttel 24 september 1537.